# 小谷村 (埼玉県)
小谷村（こやむら）は、埼玉県北足立郡にあった村。現在の鴻巣市北西部にあたる。1954年（昭和29年）に吹上町と合併して吹上町となり消滅した。

## 地理
- 河川 - 荒川

### 隣接していた自治体
（括弧内は現在の自治体）
- 北足立郡
  - 吹上町（鴻巣市）
  - 田間宮村（鴻巣市）
  - 箕田村（鴻巣市）
- 北埼玉郡
  - 下忍村（鴻巣市）
- 比企郡
  - 北吉見村（吉見町）

## 歴史
- 1889年（明治22年）4月1日 - 町村制施行に伴い、小谷村（初代）・三町免村・前砂村・明用村が合併し発足。
- 1954年（昭和29年）7月1日 - 吹上町（初代）と合併し、改めて吹上町が発足。同日小谷村廃止。
- 2005年（平成17年）10月1日 - 吹上町が北埼玉郡川里町とともに鴻巣市へ編入される。